# Градовский, Николай Дмитриевич
Николай Дмитриевич Градовский (1829—1907) — российский чиновник, переводчик и публицист, автор сочинений в защиту прав евреев в Российской империи. 

## Биография
Сын участника Отечественной войны 1812 года Дмитрия Дмитриевича Градовского, старший брат Александра Дмитриевича Градовского. Родился 20 апреля (2 мая) 1829 года.
В 1858 году в качестве заведующего делами нехристианских исповеданий в Департаменте духовных дел Министерства внутренних дел был командирован в Европу для ознакомления с законодательством об устройстве духовно-религиозного быта евреев. В Берлине он получил редкий экземпляр сочинения Доома во французском переводе Jean Bernouilli, которое перевёл на русский язык, но не смог издать её.
В 1883 году была создана Высшая комиссия для пересмотра действующих о евреях в Империи законов. В 1886 году в комиссию были представлены «Замечания» Н. Д. Градовского на записку князей Голицыных о черте оседлости, в которых он доказывал, что запрещение евреям жить во внутренних губерниях не давнего происхождения, а впервые было установлено лишь при Екатерине I. В 1889 году под псевдонимом «Русский» Градовский напечатал в «Восходе» статью «О черте оседлости. О происхождении и современном значении этого установления с точки зрения русского человека». Кроме этого, ещё в 1885 году была напечатана книга Градовского «Торговые и другие права евреев в России в историческом ходе законодательных мер» (2-е изд., испр. и доп. — СПб. : тип. И. С. Леви и К°, 1886. — 345 с.), переведённая также на французский язык; в 1891 году вышла книга: «Отношения к евреям в древней и современной Руси. Ч. 1: Мотивы историко-национальные. С точки зрения русско-православной» (СПб. : типо-лит. А. Е. Ландау, 1891).
С 1895 года — городской судья 3-го участка Ярославля.
Умер 6 (19) мая 1907 года.